# Ópera Real de La Valeta
La Ópera Real de La Valeta era un teatro de ópera y sede de las artes escénicas en La Valeta, la capital de Malta. Fue diseñado por el arquitecto inglés Edward Middleton Barry y fue erigida en 1866 en la calle de la República. En 1873 su interior sufrió daños considerables por el fuego, pero fue restaurada en 1877. El teatro recibió el impacto directo de los bombardeos aéreos de las fuerzas del Eje en 1942, durante el Sitio de Malta, en el contexto de  la Segunda Guerra Mundial.
En 2006, el gobierno anunció una propuesta para reconstruir el sitio como una casa dedicada al Parlamento, actualmente ubicado en la ex armería de la Magisterial del Palacio de La Valetta. La propuesta no fue bien recibida, ya que siempre se ha asumido que el sitio eventualmente se convirtió en algo que podría albergar una institución cultural.

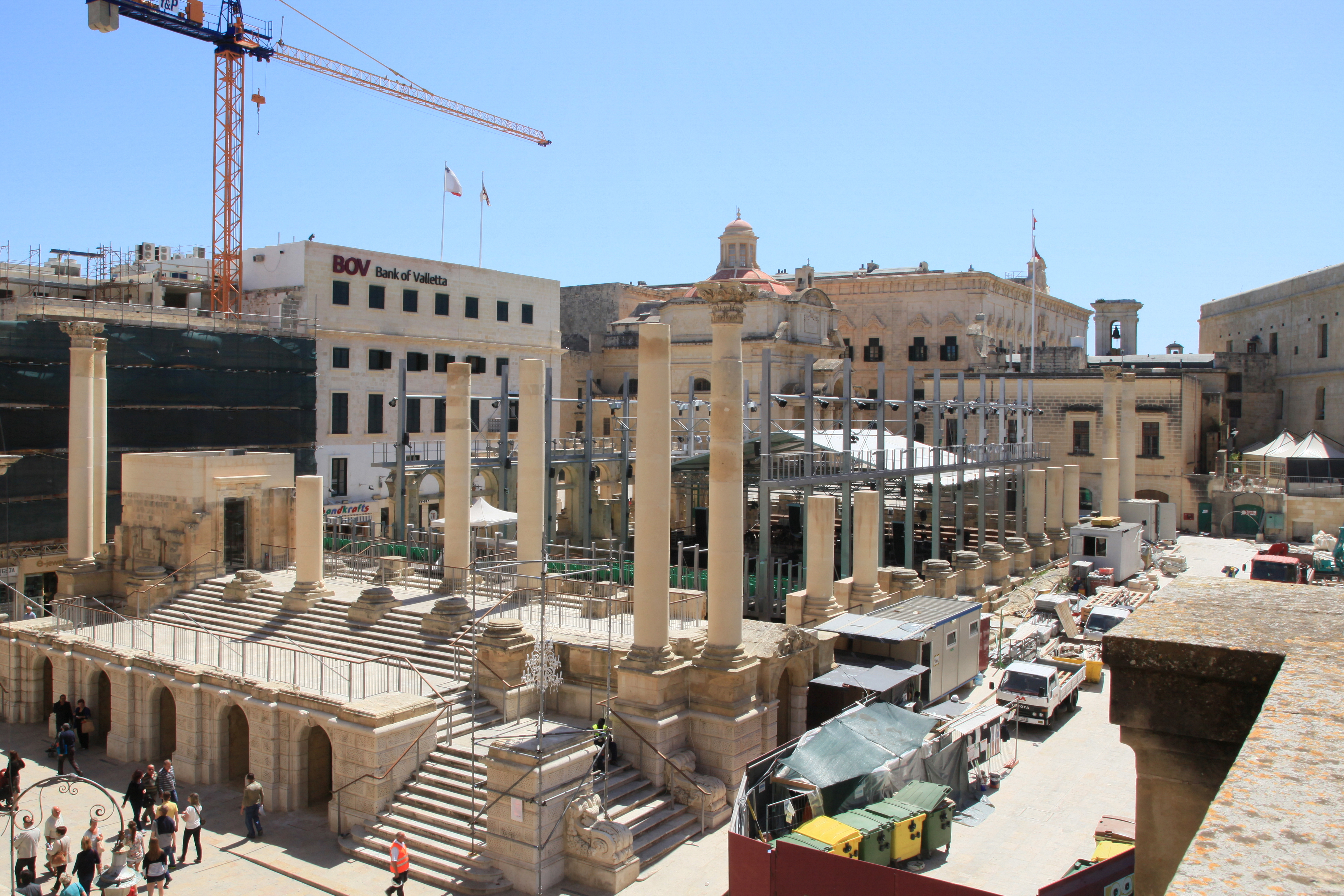
Pjazza Teatru Rjal, 2014

En cambio, el teatro de la ópera en ruinas se convirtió en un teatro al aire libre diseñado por el arquitecto Renzo Piano. Fue inaugurado el 8 de agosto de 2013 como Pjazza Teatru Rjal.